# Jordon Ibe
Jordon Femi Ashley Ibe, né le 8 décembre 1995 à Bermondsey, est un footballeur anglais qui évolue au poste de milieu de terrain.

## Biographie

### En club
Jordon Ibe est laissé libre par le club de Charlton Athletic à l'âge de 12 ans. Il rejoint alors les Wycombe Wanderers où il évolue d'abord en équipes de jeunes.

#### Wycombe Wanderers
Ibe fait ses débuts en équipe première le 9 août 2011, âgé de 15 ans et 244 jours, en rentrant au jeu lors d'un match de Coupe de la Ligue anglaise contre Colchester United. Le 29 octobre 2011, il est titularisé pour la première fois en Football League. Wycombe Wanderers perd 2-1 contre Sheffield Wednesday, malgré le but de Ibe, qui permet à ce dernier de devenir le plus jeune joueur à inscrire un but en Football League.

#### Liverpool FC
Il rejoint Liverpool deux mois plus tard et y intègre l'équipe U18. Il fait ses débuts en équipe première le 22 juillet 2012 lors d'un match amical contre Toronto. Le 19 mai 2013, il est titularisé pour la première fois en Premier League contre QPR et est l'auteur de la passe décisive du seul but du match, inscrit par Philippe Coutinho. Le 13 juillet 2013, il inscrit son premier but pour le club lors d'un amical contre Preston North End.
Le 21 février 2014, il est prêté jusqu'à la fin de la saison à Birmingham City, club de D2 anglaise.
Le 29 août 2014, il est prêté pour une saison à Derby County, mais Liverpool met fin à ce prêt en janvier 2015. Il est régulièrement aligné par Brendan Rodgers jusqu'à la fin de saison.
Le 19 février 2015, il est pour la première fois de sa carrière titularisé dans un match de Ligue Europa face au Beşiktaş à Anfield et gagne (1-0) en provoquant le penalty victorieux frappé par Mario Balotelli.

#### AFC Bournemouth et après
Le 7 juillet 2016, il signe à l'AFC Bournemouth.
Le 17 janvier 2022, il rejoint Adanaspor.
Le 14 octobre 2023, il rejoint Ebbsfleet United.

### International
Le 3 septembre 2015, il fait ses débuts pour l'équipe d'Angleterre espoirs lors d'un match contre les États-Unis.

## Statistiques
| Saison                | Club                      | Championnat           | Championnat | Championnat | Coupe nationale | Coupe nationale | Coupe de la Ligue | Coupe de la Ligue | Compétition(s) continentale(s) | Compétition(s) continentale(s) | Compétition(s) continentale(s) | Total | Total |
| Saison                | Club                      | Division              | M.          | B.          | M.              | B.              | M.                | B.                | Comp.                          | M.                             | B.                             | M.    | B.    |
| 2011-2012             | Wycombe Wanderers FC      | League One            | 7           | 1           | 2               | 0               | 2                 | 0                 | -                              | -                              | -                              | 11    | 1     |
| 2012-2013             | Liverpool FC              | Premier League        | 1           | 0           | -               | -               | -                 | -                 | C3                             | 0                              | 0                              | 1     | 0     |
| 2013-2014             | Liverpool FC              | Premier League        | 1           | 0           | -               | -               | 1                 | 0                 | -                              | -                              | -                              | 2     | 0     |
| 2013-2014             | Birmingham City FC (prêt) | Championship          | 11          | 1           | -               | -               | -                 | -                 | -                              | -                              | -                              | 11    | 1     |
| 2014-2015             | Derby County FC (prêt)    | Championship          | 20          | 5           | 1               | 0               | 3                 | 0                 | -                              | -                              | -                              | 24    | 5     |
| 2014-2015             | Liverpool FC              | Premier League        | 12          | 0           | -               | -               | -                 | -                 | C3                             | 2                              | 0                              | 14    | 0     |
| 2015-2016             | Liverpool FC              | Premier League        | 27          | 1           | 3               | 0               | 5                 | 2                 | C3                             | 6                              | 1                              | 41    | 4     |
| 2016-2017             | AFC Bournemouth           | Premier League        | 25          | 0           | 1               | 0               | -                 | -                 | -                              | -                              | -                              | 26    | 0     |
| 2017-2018             | AFC Bournemouth           | Premier League        | 32          | 2           | 2               | 0               | 4                 | 0                 | -                              | -                              | -                              | 38    | 2     |
| 2018-2019             | AFC Bournemouth           | Premier League        | 19          | 1           | 1               | 0               | 4                 | 2                 | -                              | -                              | -                              | 24    | 3     |
| 2019-2020             | AFC Bournemouth           | Premier League        | 2           | 0           | -               | -               | 2                 | 0                 | -                              | -                              | -                              | 4     | 0     |
| 2020-2021             | Derby County FC           | Championship          | -           | -           | -               | -               | -                 | -                 | -                              | -                              | -                              | 0     | 0     |
| Total sur la carrière | Total sur la carrière     | Total sur la carrière | 157         | 11          | 10              | 0               | 21                | 4                 | -                              | 8                              | 1                              | 196   | 16    |